# エレクション
『エレクション』（原題：黒社会、英題：Election）は、2005年の香港映画。
黒社会の権力抗争と手段を選ばない黒社会という組織特有の非情の世界をサスペンスフルに描く。第25回香港電影金像奨最優秀作品賞・最優秀監督賞・最優秀主演男優賞（レオン・カーフェイ）を受賞。2005年のカンヌ国際映画祭ではパルムドールにノミネートされ、2006年には続編『エレクション 死の報復』も製作、公開された。
日本では、2006年の第7回東京フィルメックスで『エレクション』『エレクション2』のタイトルで2作が上映された。パート1にあたる『エレクション』のみが2007年に劇場公開、パート2にあたる『エレクション 死の報復』は劇場未公開のまま2010年にDVDがリリースされたが、2010年9月10日より1週間限定で新宿バルト9にて『エレクション』と2本同時上映が行われた。

## キャスト
| 役名       | 俳優               | 日本語吹替 |
| ---------- | ------------------ | ---------- |
| ディー     | レオン・カーフェイ | 堀内賢雄   |
| ロク       | サイモン・ヤム     | 原康義     |
| ジミー     | ルイス・クー       | 宮内敦士   |
| フェイ     | ニック・チョン     | 三木眞一郎 |
| ソー       | チョン・シウファイ | 加藤亮夫   |
| ダイタウ   | ラム・シュー       | 石住昭彦   |
| トンクン   | ラム・カートン     | 咲野俊介   |
| タン       | ウォン・ティンラム | 稲垣隆史   |
| チュン     | タム・ビンマン     |            |
| ディー夫人 | マギー・シュー     |            |
| ホイ警視   | デヴィッド・チャン |            |

## 主な受賞
第42回金馬奨（2005年）
- 最優秀脚本賞（ヤウ・ナイホイ、イップ・ティンシン）
- 最優秀音響効果賞（莫美華、羅柏禹）

第12回香港電影評論学会大奨(2005年)
- 最優秀作品賞
- 最優秀監督賞（ジョニー・トー）

第25回香港電影金像奨（2006年）
- 最優秀作品賞
- 最優秀監督賞（ジョニー・トー）
- 最優秀脚本賞（ヤウ・ナイホイ、イップ・ティンシン）
- 最優秀主演男優賞（レオン・カーフェイ）

## DVD
- 『エレクション 〜黒社会〜』（黒社会）avex traxから2007年7月18日発売
- 『エレクション 〜死の報復〜』（黒社会 以和為貴）ファインフィルムズから2010年5月7日発売（劇場未公開）